# Samoa sechellana
Samoa sechellana – gatunek kosarza z podrzędu Laniatores i rodziny Samoidae.

## Występowanie
Gatunek endemiczny dla Seszeli.